# Ƴ
Ƴ (minuskule ƴ) je speciální znak latinky, který se používá v mnoha afrických jazycích, konkrétně v hauštině, fulbštině, bagirmištině, bassara, bedik, dagaare, daju, lobi, kakabe, kenga, mambay, karang, noon, safen, serer, sokoro a wamey.

## Unicode
V Unicode mají písmena Ƴ a ƴ tyto kódy:
- Ƴ U+0059 a U+0328
- ƴ U+0079 a U+0328